# 給你的睡臉一個微笑
《給你的睡臉一個微笑》（日语：眠る君の横顔に微笑みを）为三枝夕夏IN db的第七张单曲。

## 解説
- 在前作的基础上继续为《名偵探柯南》演唱歌曲。销售数量达到了自己历史上的第二位。此曲是以朋友结婚的通知为契机写出来的曲子。
- 初回盘成为自己的首张DVD。
- 在《名偵探柯南》播放期间，此曲是播放时间第二長的片尾曲，僅次於《對你說謊（日语：君への嘘）》，播放集数是仅次于《對你說謊（日语：君への嘘）》、《Free Magic》的第三多的歌曲。

## 收录曲
1. 眠る君の横顔に微笑みを
  - 日本电视台·读卖电视台动画《名偵探柯南》片尾曲
2. かけがえない想い君に届け
3. Graduation 〜Acoustic version〜
4. 君と約束した優しいあの場所まで 〜TV version〜
5. 眠る君の横顔に微笑みを 〜Instrumental〜

## 收錄アルバム
- U-ka saegusa IN db II
- 三枝夕夏 IN d-best 〜Smile&Tears〜
- THE BEST OF DETECTIVE CONAN 3 〜名探偵コナン テーマ曲集3〜
- GIZA studio 10th Anniversary Masterpiece BLEND 〜LOVE Side〜
- U-ka saegusa IN db Final Best

| 动画《名偵探柯南》片尾曲 2004年2月9日 - 2004年10月25日 |                                       |                                |
| 前作: GARNET CROW 《以你为名的光芒》                   | 三枝夕夏 IN db 《給你的睡臉一個微笑》 | 次作: GARNET CROW 《再现心头》 |